# Ahmad Nufiandani
Ahmad Nufiandani (sinh ngày 7 tháng 6 năm 1995) là một cầu thủ bóng đá người Indonesia hiện tại thi đấu ở vị trí tiền vệ cho PS TIRA ở Liga 1. Anh cũng là trung sĩ thứ hai trong Quân đội Indonesia.

## Sự nghiệp câu lạc bộ
Từ năm 2014 anh chơi cho Persijap Jepara. Ngày 30 tháng 11 năm 2014, anh ký hợp đồng với Arema Cronus.

## Thống kê sự nghiệp

### Câu lạc bộ
Tính đến 12 tháng 4 năm 2015.
| Câu lạc bộ           | Mùa giải            | Giải vô địch           | Giải vô địch | Giải vô địch | Piala Indonesia | Piala Indonesia | Châu Á  | Châu Á    | Khác    | Khác      | Tổng    | Tổng      |
| Câu lạc bộ           | Mùa giải            | Hạng đấu               | Số trận      | Bàn thắng    | Số trận         | Bàn thắng       | Số trận | Bàn thắng | Số trận | Bàn thắng | Số trận | Bàn thắng |
| -------------------- | ------------------- | ---------------------- | ------------ | ------------ | --------------- | --------------- | ------- | --------- | ------- | --------- | ------- | --------- |
| Persijap Jepara      | 2014                | Indonesia Super League | 12           | 1            | —               | —               | —       | —         | —       | —         | 12      | 1         |
| Persijap Jepara      | Tổng                | Tổng                   | 12           | 1            | —               | —               | —       | —         | —       | —         | 12      | 1         |
| PSIS Semarang (mượn) | 2014                | Premier Division       | 5            | 0            | —               | —               | —       | —         | —       | —         | 5       | 0         |
| PSIS Semarang (mượn) | Tổng                | Tổng                   | 5            | 0            | —               | —               | —       | —         | —       | —         | 5       | 0         |
| Arema Cronus         | 2015                | Indonesia Super League | 2            | 0            | —               | —               | —       | —         | —       | —         | 2       | 0         |
| Arema Cronus         | Tổng                | Tổng                   | 2            | 0            | —               | —               | —       | —         | —       | —         | 2       | 0         |
| Tổng cộng sự nghiệp  | Tổng cộng sự nghiệp | Tổng cộng sự nghiệp    | 19           | 1            | 0               | 0               | 0       | 0         | 0       | 0         | 19      | 1         |

## Bàn thắng quốc tế
Tỉ số và kết quả liệt kê bàn thắng của Indonesia trước.
U-23 Indonesia
| #  | Ngày                | Địa điểm                                           | Đối thủ        | Tỉ số | Kết quả | Giải đấu                                        |
| -- | ------------------- | -------------------------------------------------- | -------------- | ----- | ------- | ----------------------------------------------- |
| 1. | 29 tháng 3 năm 2015 | Sân vận động Gelora Bung Karno, Jakarta, Indonesia | U-23 Brunei    | 1–0   | 2–0     | 2016 Vòng loại Giải vô địch bóng đá U-23 châu Á |
| 2. | 2 tháng 6 năm 2015  | Sân vận động Jalan Besar, Kallang, Singapore       | Myanmar U-23   | 2–4   | 2–4     | SEA Games 2015                                  |
| 3. | 6 tháng 6 năm 2015  | Sân vận động Jalan Besar, Kallang, Singapore       | U-23 Campuchia | 2–0   | 6–1     | SEA Games 2015                                  |